# 세기말 (영화)
"세기말"은 1999년에 개봉한 대한민국의 영화이다.

## 캐스팅
- 김갑수 : 최두섭 역
- 이재은 : 소령 역
- 차승원 : 상우 역
- 이호재 : 천 역
- 안석환 : 요요사내 역
- 정경순 : 희숙 역
- 류태호 : 서 실장 역
- 홍경연 : 경미 역
- 임지선 : 홍 기자 역
- 이원준 : 현일 역
- 고가령 : 미나 역
- 우진영 : 정우 역
- 문지현 : 미스 민 역
- 이윤건 : 박 교수 역
- 허기호 : 정 교수 역
- 김세호 : 민 역
- 안종환 : 천의처남 역
- 원창연 : 유 평론가 역
- 임진택 : 문화평론가 역
- 박용진 : 박 감독 역
- 이석구 : 포장마차주인 역
- 홍석연 : 총알택시 1 역
- 정석원 : 총알택시 2 역
- 김남호 : 컴퓨터수리점원 역
- 장남열 : 형사 1 역
- 조덕제 : 형사 2 역
- 조재연 : 소령 부 역
- 최민금 : 소령 모 역
- 김준 : 혁필 역
- 이지승 : 시간강사 1 역
- 이상희 : 시간강사 2 역
- 허종수 : 택시남손님 역
- 문경희 : 택시여손님 1 역
- 송혜련 : 택시여손님 2 역
- 박태원 : 여관종업원 역
- 김상범 : 더블손님  역
- 김진민 : 조교 역
- 이종상 : 양아치 1 역
- 조경훈 : 양아치 2 역
- 이철희 : 양아치 3 역
- 김성룡 : 비만남자 역
- 정기훈 : 누드사내 역
- 강재섭 : 빠찡고 종업원 1 역
- 김종두 : 빠찡고 종업원 2 역
- 김희찬 : 학생 역
- 서영옥 : 원조교제여자 역
- 박종훈 : 경찰 역
- 김옥미 : 가정부 역
- 허정은 : 10대소녀 1 역
- 김경진 : 10대소녀 2 역
- 유지윤 : 두섭아들 역
- 김용수 : 요요사내아들 역
- 이초희 : 요요사내딸 역
- 민병애 : 천의 부인 역
- 황윤정 : 천의 딸 역
- 이지은 : 미란 역 (특별출연)

## 같이 보기
- 세기말 사운드트랙